# THAICOM-6
THAICOM-6 – tajlandzki geostacjonarny satelita telekomunikacyjny; pracujący z pozycji orbitalnej 78,5°E. Planowy czas działania satelity wynosi 15 lat. Na terenie Afryki satelita będzie obsługiwany przez tamtejszą spółkę-córkę operatora THAICOM, firmę AFRICOM.

## Budowa i działanie
Satelita został zbudowany przez firmę Orbital Sciences w oparciu o platformę GEOStar-2.3, stabilizowaną trójosiowo. Kosztował około 160 mln USD.
Satelita przenosi 8 transponderów pasma Ku i 18 transponderów pasma C, obejmujących swym zasięgiem Azję Południowo-Wschodnią i Afrykę, w tym Madagaskar. Transpondery pasma Ku korzystają z supereliptycznej rozkładanej anteny reflektorowej o wymiarach 2,5×2,7 m. Dwanaście transponderów pasma C korzysta z rozkładanej anteny szkieletowej o średnicy 2,3 metra. Pozostałe 6, z podobnej anteny o średnicy 1,4 metra.
Statek posiada dwa panele ogniw słonecznych wytwarzających do 3,7 kW energii elektrycznej i ładujących akumulatory litowo-jonowe.
Napęd główny zapewnia satelicie silnik rakietowy na dwuskładnikowe paliwo ciekłe. Do utrzymywania pozycji na orbicie używane są silniczki na paliwo jednoskładnikowe, hydrazynę.

## Start
Start satelity pierwotnie planowany był na 3 stycznia 2014. Na 25 godzin przed startem operator rakiety, SpaceX, odwołał go i przeniósł na 6 stycznia. Powodem była bliżej nieokreślona usterka związana z osłoną aerodynamiczną, znaleziona podczas obowiązkowego przeglądu rakiety przed startem.